# Yog-Sothoth
Yog-Sothoth  est une créature fantastique fictive tirée de l'œuvre de l'écrivain américain H. P. Lovecraft.
Mentionné pour la première fois dans le roman court L'Affaire Charles Dexter Ward écrit en 1927 puis publié en 1941, Yog-Sothoth tient un rôle plus important dans la nouvelle L'Abomination de Dunwich (1929). Par la suite, il incarne l'une des entités majeures du mythe de Cthulhu développé par les continuateurs littéraires de Lovecraft.

## Description
Yog-Sothoth, « le tout en un et un en tout », demeure dans les interstices séparant les plans de l'existence composant notre univers, où il apparaît comme un conglomérat de globes iridescents toujours fluctuants, s'interpénétrant et se brisant.
Son diamètre peut atteindre cent mètres. Il est le maître de l'espace-temps et il est surtout le dieu des magiciens et des sorciers. Il demande en échange de ses faveurs que la voie de notre planète lui soit ouverte afin de pouvoir la piller et la ravager. Yog-Sothoth est la clé et la porte vers d'autres dimensions, il en est aussi le gardien. Le passé, le présent et le futur ne font qu'un en Yog-Sothoth.